# Cúp bóng đá châu Á 1972
Cúp bóng đá châu Á 1972 là Cúp bóng đá châu Á lần thứ năm. Số đội tham dự giải là 6. Vòng chung kết giải được tổ chức tại Thái Lan từ 7 đến 19 tháng 5 năm 1972, gồm 6 đội. Đương kim vô địch Iran bảo vệ được chức vô địch sau khi thắng Hàn Quốc 2–1 sau 120 phút thi đấu chung kết.
Giải ban đầu dự kiến được tổ chức tại Israel, nhưng sau đó Israel rút lui và Thái Lan thay thế. 

## Vòng loại
Có tất cả 13 đội tuyển tham gia vòng loại, chia làm 3 bảng, chọn 3 đội đầu bảng vào đá vòng chung kết với chủ nhà Thái Lan và đương kim vô địch Iran.

## Vòng chung kết
Vòng chung kết được tổ chức từ 7 đến 19 tháng 5, thi đấu trên một sân duy nhất là Sân vận động Quốc gia ở thủ đô Bangkok. 6 đội tuyển tham dự chia làm 2 bảng 3 đội, chọn mỗi bảng 2 đội vào bán kết đấu loại trực tiếp để chọn ra nhà vô địch.

## Các đội tham dự
- Thái Lan (chủ nhà (thay thế Israel), nhất khu vực trung tâm)
- Iran (đương kim vô địch)
- Cộng hòa Khmer (nhì khu vực trung tâm)
- Iraq (nhất khu vực phía Tây)
- Kuwait (nhì khu vực phía Tây)
- Hàn Quốc (nhất khu vực phía Đông mà không cần thi đấu)

## Địa điểm
| Bangkok | Bangkok               |
| ------- | --------------------- |
| Bangkok | Sân vận động Quốc gia |
| Bangkok | Sức chứa: 26.000      |
| Bangkok |                       |

## Vòng bảng
| Màu sắc được sử dụng trong bảng | Màu sắc được sử dụng trong bảng               |
| ------------------------------- | --------------------------------------------- |
|                                 | Hai đội đứng đầu bảng giành quyền vào bán kết |

### Bảng A
| Đội      | Trận | Thắng | Hoà | Thua | BT | BB | HS | Điểm |
| -------- | ---- | ----- | --- | ---- | -- | -- | -- | ---- |
| Iran     | 2    | 2     | 0   | 0    | 6  | 2  | +4 | 4    |
| Thái Lan | 2    | 0     | 1   | 1    | 3  | 4  | −1 | 1    |
| Iraq     | 2    | 0     | 1   | 1    | 1  | 4  | −3 | 1    |

| Iran                 | 3–0 | Iraq |
| -------------------- | --- | ---- |
| Kalani 34', 70', 78' |     |      |

| Thái Lan       | 1–1 | Iraq      |
| -------------- | --- | --------- |
| Meelarpkit 57' |     | Yousif 6' |

| Thái Lan               | 2–3 | Iran                  |
| ---------------------- | --- | --------------------- |
| Tantariyanond 69', 70' |     | Jabbari 80', 86', 88' |

### Bảng B
| Đội            | Trận | Thắng | Hoà | Thua | BT | BB | HS | Điểm |
| -------------- | ---- | ----- | --- | ---- | -- | -- | -- | ---- |
| Hàn Quốc       | 2    | 1     | 0   | 1    | 5  | 3  | +2 | 2    |
| Cộng hòa Khmer | 2    | 1     | 0   | 1    | 5  | 4  | +1 | 2    |
| Kuwait         | 2    | 1     | 0   | 1    | 2  | 5  | −3 | 2    |

| Hàn Quốc                                                                  | 4–1 | Cộng hòa Khmer   |
| ------------------------------------------------------------------------- | --- | ---------------- |
| Park Su-Deok 37' · Lee Hoi-Taek 59' · Cha Bum-Kun 69' · Park Lee-Chun 78' |     | Doeur Sokhom 82' |

| Hàn Quốc         | 1–2 | Kuwait                    |
| ---------------- | --- | ------------------------- |
| Park Lee-Chun 2' |     | Sultan 25' · Duraiham 73' |

| Cộng hòa Khmer                                                          | 4–0 | Kuwait |
| ----------------------------------------------------------------------- | --- | ------ |
| Doeur Sokhom 23' · Sok Sun Hean 56' · Tes Sean 59' · Sea Cheng Eang 80' |     |        |

## Vòng đấu loại trực tiếp
|  | Bán kết              | Bán kết  |                      |       | Chung kết | Chung kết |
|  |                      |          |                      |       |           |           |
|  | 16 tháng 5 – Bangkok |          |                      |       |           |           |
|  |                      |          |                      |       |           |           |
|  | Iran                 | 2        |                      |       |           |           |
|  | Iran                 | 2        | 19 tháng 5 – Bangkok |       |           |           |
|  | Cộng hòa Khmer       | 1        |                      |       |           |           |
|  | Cộng hòa Khmer       | 1        | Iran (h.p.)          | 2     |           |           |
|  | 17 tháng 5 – Bangkok |          | Iran (h.p.)          | 2     |           |           |
|  |                      | Hàn Quốc | 1                    |       |           |           |
|  | Hàn Quốc (pen.)      | Hàn Quốc | 1                    | 1 (2) |           |           |
|  | Hàn Quốc (pen.)      |          |                      | 1 (2) |           |           |
|  | Thái Lan             | 1 (1)    |                      |       |           |           |
|  | Thái Lan             | 1 (1)    | Tranh hạng ba        |       |           |           |
|  |                      |          |                      |       |           |           |
|  | 19 tháng 5 – Bangkok |          |                      |       |           |           |
|  |                      |          |                      |       |           |           |
|  | Cộng hoà Khmer       | 2 (3)    |                      |       |           |           |
|  | Cộng hoà Khmer       | 2 (3)    |                      |       |           |           |
|  | Thái Lan (pen.)      | 2 (5)    |                      |       |           |           |

### Bán kết
| Iran                           | 2–1 | Cộng hòa Khmer   |
| ------------------------------ | --- | ---------------- |
| Iranpak 13' · Ghelichkhani 47' |     | Doeur Sokhom 18' |

| Hàn Quốc           | 1–1 (s.h.p.) | Thái Lan          |
| ------------------ | ------------ | ----------------- |
| Park Lee-Chun 115' |              | Tantariyanond 98' |
| Loạt sút luân lưu  |              |                   |
|                    | 2–1          |                   |

### Tranh hạng ba
| Cộng hòa Khmer    | 2–2 (s.h.p.) | Thái Lan |
| ----------------- | ------------ | -------- |
|                   |              |          |
| Loạt sút luân lưu |              |          |
|                   | 3–5          |          |

### Chung kết
| Iran                      | 2–1 (s.h.p.) | Hàn Quốc          |
| ------------------------- | ------------ | ----------------- |
| Jabbari 48' · Kalani 108' |              | Park Lee-Chun 65' |

## Bảng xếp hạng giải đấu
| Pos                 | Đội tuyển      | Pld | W | D | L | GF | GA | GD | Pts |
| ------------------- | -------------- | --- | - | - | - | -- | -- | -- | --- |
| 1                   | Iran           | 5   | 5 | 0 | 0 | 12 | 4  | +8 | 10  |
| 2                   | Hàn Quốc       | 5   | 1 | 2 | 2 | 7  | 6  | +1 | 4   |
| 3                   | Thái Lan       | 5   | 0 | 3 | 2 | 6  | 9  | −3 | 3   |
| 4                   | Cộng hòa Khmer | 5   | 1 | 1 | 3 | 8  | 10 | −2 | 3   |
| Bị loại ở vòng bảng |                |     |   |   |   |    |    |    |     |
| 5                   | Kuwait         | 3   | 2 | 0 | 1 | 4  | 5  | −1 | 4   |
| 6                   | Iraq           | 3   | 0 | 2 | 1 | 1  | 4  | −3 | 2   |